# 东风8BJ型柴油机车
东风8BJ型“西部之光”柴油机车（DF8BJ）是中国铁路的柴油机车车型之一，原名NJ2型，由资阳机车厂于2000年代初设计制造，采用柴油机电子喷射技术、国产化水冷GTO交流传动系统、异步牵引电动机、分布式微机控制系统，柴油机装车功率为4000千瓦，最高运行速度为120公里/小时，可用于牵引5000吨重载货物列车或时速120公里的轻型快捷货物列车。

## 发展历史

### 背景
机车交流电传动具有功率大、黏着利用充分等优点。自1990年代初起，随着世界上相关技术的成熟，交流传动已经逐步成为国际上电力传动柴油机车发展的必然趋势，美国、德国、瑞士、日本等国均开始批量生产交流传动柴油机车。为了满足中国铁路“提速、重载”的发展需要，中华人民共和国铁道部决定在第九个五年计划期间着手开发以交流传动技术为主要特征的中国第四代柴油机车；1998年12月，时任中国铁道部部长傅志寰提出了“加强自主开发研究，争取用10年左右的时间，完成直流传动到交流传动的转换”的任务。“九五”期间，中国国内多家机车制造厂通过与国外合资研发生产、引进技术，开发了一系列交流传动机车，四方机车车辆厂引进日本三菱IPM变流器开发了NJ1型调车机车，大连机车车辆厂、株洲电力机车厂分别与德国西门子公司合作，研制了东风4DJ型柴油机车、DJ1型电力机车。

### 研制
由于上述几种机车的交流传动系统均采用进口产品，机车生产成本较高，成为交流传动技术产业化发展的最大障碍，也难以大批量生产和使用。为了开发具有中国自主知识产权、采用国产交流传动系统的柴油机车，资阳机车厂于2000年5月初和株洲电力机车研究所、西南交通大学机车车辆研究所、戚墅堰机车车辆工艺研究所等单位达成协议，决定在东风8B型柴油机车基础上联合研制新型交流传动干线货运内燃机车，被定型为东风8BJ型，并被列为“2002年国家重大技术装备创新研制项目”之一。
东风8BJ型柴油机车按“重载5000吨、最高速度90公里/小时”和“快运货物2000吨、最高速度120公里/小时”的牵引要求进行设计，车体和走行部按机车最大速度140公里/小时设计。机车装用一台采用电子喷射技术的16V280ZJG型大功率柴油机，标定功率4200千瓦，装车功率4000千瓦。机车主传动系统采用交—直—交电传动方式，使用国产化水冷GTO牵引变流器。机车轴重按23吨和25吨两种装车方案设计，与东风8B型相同，只需在机车车体两侧加装压铁即可将轴重从23吨增加到25吨。在确保机车可靠性前提下，主要部件均采用国产化，以降低机车制造和运用成本。

### 试验
2001年10月，资阳机车厂成功试制16V280ZJG型柴油机；同年12月底，首台东风8BJ型机车完成试制，命名为“西部之光”。2002年4月，机车完成厂内调试后，被送往中国铁道科学研究院北京环形铁道试验基地进行安全评估和综合性能试验，并在北京铁路局管内京承铁路双桥至洞庙河区间进行了动力学性能试验；同年6月17日，机车正式通过安全性能评估试验。完成型式试验后，机车返回资阳机车厂，根据试验过程中发现的问题进行调整，并以蓝色车身涂装取代了原来的黄色涂装。
2002年10月底，东风8BJ型0001号机车配属郑州铁路局郑州北机务段，同年11月初开始投入陇海铁路进行运用考核，主要担当郑州北至商丘西的货运交路。2002年11月至12月间，郑州铁路局使用东风8BJ型机车进行了2次货车提速试验，当机车牵引30辆提速货车（总重2520吨）由郑州北开往开封，途中最高速度仍可达到120公里/小时，试验完成后机车继续被安排担当牵引行包快运列车。在郑州北机务段的运用过程中，东风8BJ型机车显示出良好的牵引、制动性能，牵引变流系统、微机控制系统基本稳定，但机车辅助传动系统、柴油机电子喷射系统也出现一些故障。2005年11月，“西部之光”号机车完成30万公里的运用考核。然而刘志军接替傅志寰出任铁道部部长后，中国铁路发展政策发生重大改变，东风8BJ型机车未获批准投入批量生产，至2006年中被送返资阳机车厂封存。

### 衍生车型
在东风8BJ型机车的基础上，资阳机车有限公司与南车株洲电力机车研究所又合作研制另一种交流传动柴油机车，于2006年试制成功。机车改为装用4800千瓦的卡特彼勒CAT3516型大功率柴油机、EMD公司的HTCR径向转向架、国产风冷IGBT牵引变流器。资阳机车厂曾经向铁道部申请将这种机车定型为东风8DJ型但未获批准，其后机车编号只能沿用东风8B型机车车号，改为东风8B型5672号。

## 技术特点

### 总体结构
东风8BJ型机车的车体结构与东风8B型机车大致相同，采用双司机室、内走廊式侧壁承载全焊接钢结构车体。机车从前到后分别为第一司机室、电气室、动力室、冷却室、辅助室、第二司机室。电气室内设有牵引变流器柜、低压电气柜、起动变速箱、牵引电动机通风机等设备，牵引变流器柜包括变流装置、水冷系统、微机控制装置，电气室顶部设有制动电阻柜。动力室位于车体中部，安装了一套柴油发电机组，以及空气滤清器、燃油输送泵、燃油滤清器、机油热交换器、膨胀水箱等辅助设备。冷却室设有油水系统冷却装置、冷却风扇、牵引电动机通风机、两台空气压缩机等。辅助室内装有为机车预热的预热锅炉。机车下部两台转向架之间吊挂着燃油箱、总风缸和蓄电池组。

### 柴油机
东风8BJ型机车装用一台16V280ZJG型柴油机，是由资阳机车厂在16V280ZJA型柴油机基础上强化设计而成，该型柴油机为16气缸、四冲程、废气涡轮增压的直喷式V型中速柴油机，采用了资阳厂与美国伍德沃德公司合作研制的电子喷射系统，并采用整体铸钢机体、MIXPC增压系统、VTC254型增压器。柴油机标定功率为4200千瓦（6000马力），装车功率为4000千瓦（5400马力）。

### 传动系统
东风8BJ型机车为交—直—交流电传动柴油机车，采用株洲电力机车研究所研制的国产交流传动系统，主传动装置包括JF220型无刷励磁同步牵引发电机、TEP28WG02型牵引变流器和JD120型交流异步牵引电动机。TEP28WG02型牵引变流器由硅整流装置、中间直流电压、PMW逆变器三个部分组成，功率控制器件为GTO元件（4500V／3000A），中间直流最高输入电压为2600伏，冷却介质为乙二醇和高纯水的混合物。JD120型鼠笼式三相异步牵引电动机额定功率为600千瓦，采用直接转矩控制（DTC）、强迫通风冷却。
牵引状态时柴油机直接驱动同步牵引发电机发出三相交流电，分别供给2台主硅整流器整流，转换成中间直流电压后供给逆变装置，再将直流电转换成频率、电压可调节的三相交流电，由微机控制系统向每台转向架上的三台三相异步牵引电动机实现架控式供电，通过传动齿轮驱动车轮。而在使用电阻制动时，牵引电动机发出的交流电反馈到整流装置，将交流电转换成直流电，经直流联接电路将电能送到制动电阻。

### 控制系统
东风8BJ型机车采用多级分布式微机控制系统，由机车控制级、传动控制级和人机界面级组成，之间通过“LonWorks”网络连接。机车控制级微机系统将机车运作工况和牵引力、制动力指令传送给传动控制级微机，并从传动控制级微机获取逆变器状态和机车速度等信号。每端司机室各设有两块彩色液晶显示屏，可分别显示机车柴油机、牵引变流系统的运行状态参数和系统的故障信息等。

### 转向架
机车走行部为两台可互换的三轴转向架，与东风8B型机车的转向架相同。一系悬挂采用独立轴箱拉杆定位圆弹簧加垂向液压减震器，二系悬挂采用橡胶堆旁承，机车车体的全部重量通过八个橡胶堆坐落在前、后转向架上，车体与转向架之间并装有横向减振器和抗蛇行减振器；牵引力或制动力通过转向架与车体间的低位平行四杆牵引机构传递。牵引电动机安装方式采用滚动轴承抱轴半悬挂结构。

## 参看
- 东风8B型柴油机车
- 东风8CJ型柴油机车
- 东风8DJ型柴油机车
- 东风4DJ型柴油机车